# Isotoma luticola
Isotoma luticola är en klockväxtart som beskrevs av Carolin. Isotoma luticola ingår i släktet Isotoma och familjen klockväxter. Inga underarter finns listade i Catalogue of Life.